# René Faye
René Faye (n. 20 decembrie 1923, Champagnac-la-Rivière, Limousin, Franța – d. 8 ianuarie 1994, Le Port-Marly⁠(d), Île-de-France, Franța) a fost un ciclist de performanță ce a reprezentat Franța, medaliat olimpic. A participat la o ediție a Jocurilor Olimpice (1948) în care a câștigat o medalie de bronz.

## Participări
Lista de mai jos prezintă principalele competiții la care a participat René Faye de-a lungul carierei.
- cycling at the 1948 Summer Olympics – men's tandem[*]